# Yungueñito
Le Yungueñito est un cocktail bolivien, composé d'un mélange de Singani, de jus d'orange, de sirop et de glace. Le nom provient de la région des Yungas, dans le département de La Paz où on cultive la majorité des oranges consommées à La Paz.   